# Gikeiki
Le Gikeiki (義経記) est un gunki monogatari (« conte de guerre ») japonais qui rapporte les légendes relatives à Minamoto no Yoshitsune et à ses partisans. Probablement composé durant l'époque Nanboku-chō, l'ouvrage est une source d'inspiration pour de nombreuses pièces nō, kabuki et bunraku. Une grande partie de l'image que les gens d'aujourd'hui ont de Yoshitsune et de ceux qui lui sont associés (Saitō no Musashibō Benkei et Shizuka Gozen par exemple) est considérée comme ayant été influencée par le Gikeiki. Les émotions des personnages sont souvent discutées et décrites de façon imagée.
Le mot « Gikeiki » signifie littéralement « Le compte-rendu de Yoshitsune » mais les on-yomi du kanji de son nom sont utilisés en lecture à haute voix : yoshi (義) est lu gi et tsune (経) est lu kei.

## Galerie

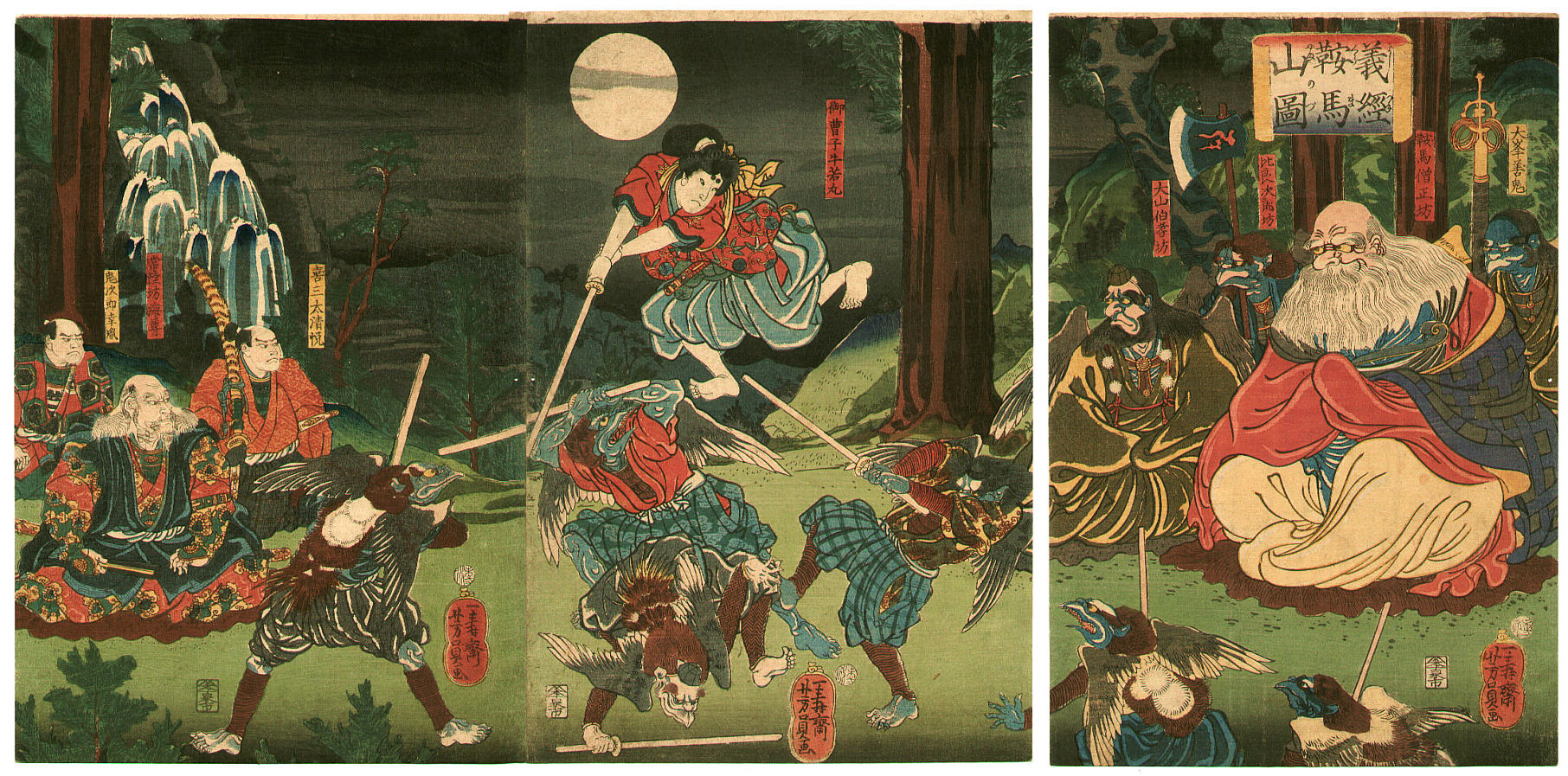
Sa formation à Kuramayama.
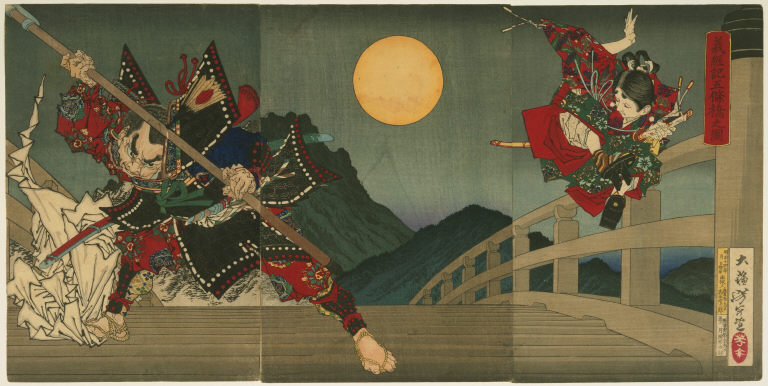
Le pont Gojo.
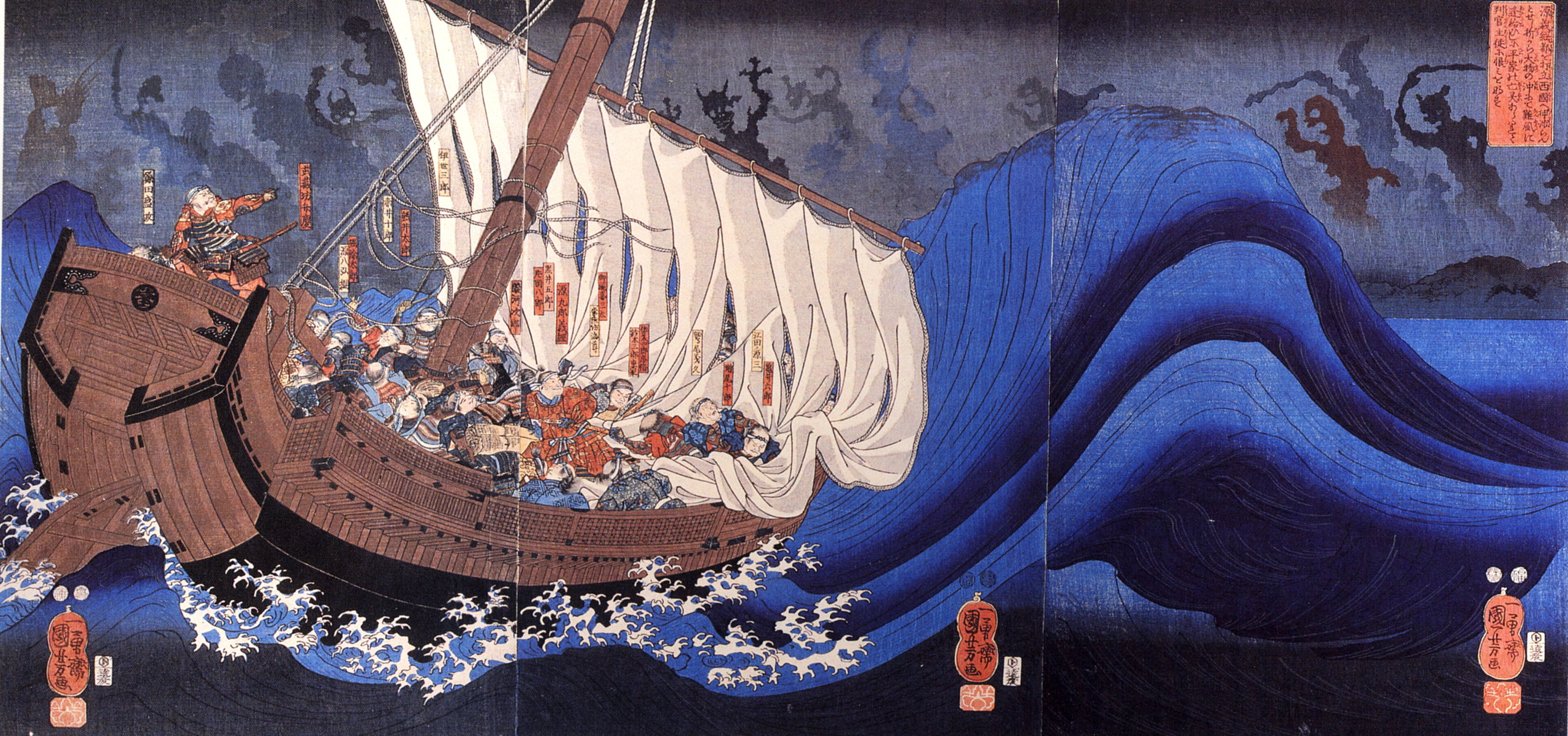
Le fantôme de Taira.